# آنا رادوان
آنا رادوان (لهستانی: Anna Radwan؛ زادهٔ ۲۵ آوریل ۱۹۶۶) بازیگر اهل لهستان است.
از فیلم‌ها یا مجموعه‌های تلویزیونی که وی در آن‌ها نقش داشته‌است، می‌توان به خلیج جاسوسان، بدون پنهان‌کاری، خبرچینان، مادام کاملیا، سرپیشخدمت، تمام آنچه بدان عشق می‌ورزم، قانون حقیقی، کارول: مردی که پاپ شد، قرارداد، هتل ۵۲، رنگ‌های خوشبختی، در خوشی و سختی، کاتین و شوپن: میل به عاشقی اشاره نمود.